# Guangzhou International Women's Open 2018
Guangzhou International Women's Open 2018 — жіночий тенісний турнір, що проходив на відкритих кортах з твердим покриттям у Гуанчжоу (Китай). Це був 15-й за ліком Guangzhou International Women's Open. Належав до  серії International в рамках Туру WTA 2018. Тривав з 17 вересня до 22 вересня 2018 року.

## Очки і призові
| Дисципліна       | П   | Ф   | ПФ  | ЧФ | 1/8 | 1/16 | Q   | Q2  | Q1  |
| Одиночний розряд | 280 | 180 | 110 | 60 | 30  | 1    | 18  | 12  | 1   |
| Парний розряд    | 280 | 180 | 110 | 60 | 1   | Н/Д  | Н/Д | Н/Д | Н/Д |

### Призові гроші
| Дисципліна       | П       | Ф       | ПФ      | ЧФ     | 1/8    | 1/161  | Q2     | Q1   |
| Одиночний розряд | $43,000 | $21,400 | $11,500 | $6,175 | $3,400 | $2,100 | $1,020 | $600 |
| Парний розряд *  | $12,300 | $6,400  | $3,435  | $1,820 | $960   | Н/Д    | Н/Д    | Н/Д  |

1 Кваліфаєри отримують і призові гроші 1/16 фіналу

* на пару

## Учасниці основної сітки в одиночному розряді

### Сіяні пари
| Країна     | Гравчиня          | Рейтинг1 | Сіяна |
| ---------- | ----------------- | -------- | ----- |
| Франція    | Алізе Корне       | 33       | 1     |
| КНР        | Ч Шуай            | 40       | 2     |
| КНР        | Ван Цян           | 43       | 3     |
| Сербія     | Александра Крунич | 51       | 4     |
| Казахстан  | Юлія Путінцева    | 55       | 5     |
| Словаччина | Вікторія Кужмова  | 58       | 6     |
| Білорусь   | Віра Лапко        | 64       | 7     |
| КНР        | Чжен Сайсай       | 76       | 8     |

- 1 Рейтинг подано станом на 10 вересня 2018

### Інші учасниці
Нижче наведено учасниць, які отримали вайлдкард на участь в основній сітці:
- Світлана Кузнецова
- Wang Xinyu
- Ван Сю
- Віра Звонарьова

Такі учасниці отримали право на участь завдяки захищеному рейтингові:
- Ваня Кінґ
- Сабіне Лісіцкі

Нижче наведено гравчинь, які пробились в основну сітку через стадію кваліфікації:
- Лізетт Кабрера
- Ґо Ханю
- Івана Йорович
- Деніз Хазанюк
- Лу Цзяцзін
- Кармен Тханді

Такі тенісистки потрапили в основну сітку як a щасливий лузер:
- Чжу Лінь

### Відмовились від участі
До початку турніру
- Пен Шуай → її замінила  Ваня Кінґ
- Ребекка Петерсон → її замінила  Магдалена Френх
- Арина Соболенко → її замінила  Фіона Ферро
- Яніна Вікмаєр → її замінила  Вікторія Голубич
- Ч Шуай → її замінила  Чжу Лінь

Під час турніру
- Дженніфер Брейді

## Учасниці основної сітки в парному розряді

### Сіяні пари
| Країна    | Гравчиня          | Країна    | Гравчиня           | Рейтинг1 | Сіяна |
| --------- | ----------------- | --------- | ------------------ | -------- | ----- |
| США       | Кейтлін Крістіан  | США       | Сабріна Сантамарія | 108      | 1     |
| Казахстан | Галина Воскобоєва | Росія     | Віра Звонарьова    | 148      | 2     |
| Австралія | Монік Адамчак     | Австралія | Джессіка Мур       | 149      | 3     |
| КНР       | Цзян Сіньюй       | КНР       | Тан Цяньхуей       | 235      | 4     |

- 1 Рейтинг подано станом на 10 вересня 2018

### Інші учасниці
Нижче наведено пари, які отримали вайлдкард на участь в основній сітці:
- Ng Kwan-yau /  Чжен Сайсай

## Переможниці та фіналістки

### Одиночний розряд
- Ван Цян —  Юлія Путінцева, 6–1, 6–2

### Парний розряд
- Монік Адамчак /  Джессіка Мур —  Данка Ковінич /  Віра Лапко,   4–6, 7–5, [10–4]